# Torrent del Coll de Jou
El Torrent del Coll de Jou és un torrent de l'Alt Urgell, que neix prop de Coll de Jou, entre el Pont de Bar i Estamariu, i desemboca al Torrent del Riguer.